# Léoville L'Homme
Léoville L'Homme est un poète mauricien né à Port-Louis sur l'île Maurice en 1857 et mort sur cette même île en 1928. Il est considéré comme l'un des principaux inspirateurs de la poésie mauricienne, de nombreux successeurs lui ayant rendu hommage.